# Memorandumul de la Budapesta
Memorandumul de la Budapesta este numele a trei tratate internaționale cvasiidentice semnate la 5 decembrie 1994 la Budapesta, Ungaria. Prin acestea, Statele Unite, Regatul Unit și Rusia recunoșteau aderarea Belarusului, Kazahstanului și Ucrainei la Tratatul de Neproliferare a Armelor Nucleare.
Semnat în Sala Patria a Centrului de Congrese din Budapesta, în prezența, printre alții, a ambasadorului SUA Donald M. Blinken⁠(d), memorandumul angaja Rusia, Statele Unite și Regatul Unit în obligația de a nu folosi forța militară sau coerciția economică, și de a nu amenința cu folosirea lor, împotriva Ucrainei, Belarusului și Kazahstanului, „cu excepția cazurilor de autoapărare și a altora în conformitate cu Carta Națiunilor Unite”. Ca urmare a memorandumului, precum și altor acorduri, între 1993 și 1996, Belarusul, Kazahstanul și Ucraina au renunțat la armamentul lor nuclear.
Rusia a încălcat memorandumul de la Budapesta în 2014 când a anexat teritoriul ucrainean Crimeea. Ca răspuns, SUA, Regatul Unit și Franța au furnizat⁠(d) Ucrainei asistență militară⁠(d) și financiară, și au impus sancțiuni economice Rusiei, deși nu au intervenit direct „pentru a evita o confruntare directă cu Rusia".

## Conținut
Conform celor trei memorandumuri, Rusia, SUA, și Regatul Unit își confirmă recunoașterea aderării Belarusului, Kazahstanului și Ucrainei la Tratatul de Neproliferare a Armelor Nucleare și acceptă eliminarea tuturor armelor nucleare sovietice de pe teritoriul acestora, cu următoarele precizări:
1. Se va respecta independența și suveranitatea semnatarilor în frontierele existente la data semnării (în conformitate cu principiile Actului Final al CSCE).[8]
2. Nu se va folosi forța împotriva integrității teritoriale și independenței politice a semnatarilor memorandumului, iar armele lor nu vor fi folosite împotriva acestor țări, cu excepția cazurilor de autoapărare sau altfel în conformitate cu Carta Națiunilor Unite.
3. Nu se vor impune constrângeri economice cu scopul de a-și subordona propriilor interese exercitarea de către Ucraina, Belarus și Kazahstan a drepturilor inerente suveranității lor sau pentru a-și asigura avantaje de orice fel.
4. Se va cere imediat acțiunea Consiliului de Securitate pentru a acorda asistență părților semnatare în cazul în care „devin victime ale unui act de agresiune sau a unei amenințări cu agresiunea în care se folosesc arme nucleare”.
5. Nu se vor folosi arme nucleare împotriva unui stat ce nu deține arme nucleare și este semnatar al Tratatului de Neproliferare a Armelor Nucleare, cu excepția cazului unui atac venit din partea unui astfel de stat în asociere sau alianță cu un stat deținător de arme nucleare.[4]:169–171[9][10]
6. Statele se vor consulta unele cu celelalte dacă există întrebări pe marginea acestor angajamente.[11][12]

## Context istoric
În parte pentru a obține recunoaștere internațională, guvernul ucrainean a făcut angajamente de la începutul independenței sale că nu va fi un stat nuclear. Declarația de Suveranitate Statală a Ucrainei⁠(d) din 16 iulie 1990 angaja Ucraina „să nu accepte, să nu producă și să nu achiziționeze arme nucleare”, deși unii politicieni ucraineni considerau Rusia o amenințare și doreau păstrarea unor astfel de arme pentru apărare. Înainte de a transfera armele nucleare sovietice de pe teritoriul său, Ucraina deținea al treilea arsenal nuclear ca dimensiune din lume⁠(d). Belarusul avea doar lansatoare mobile de rachete, iar Kazahstanul a ales să predea rapid Rusiei focoasele și rachetele nucleare. Ucraina a trecut printr-o perioadă de dezbateri interne.

## Vezi și
- Intervenția armată rusă în Ucraina din 2014
- Listă de țări cu arme nucleare